# 지루한 이야기
《지루한 이야기》(러시아어: Скучная история)는 안톤 체호프의 1889년 중편소설이다. ‘나’(저명한 대학교수)는 죽음의 예감에 고민하는 노경에 이르러 자기 생활의 무서운 진실을 발견한다. 명성과 이를 둘러싼 모든 것은 허무한 존재이다. 유일한 위안은 친구의 유자녀인 카차인데, 한때 여우였으며 실연으로 자살을 기도했던 그녀도 자기와 마찬가지로 절망적인 나날을 보내고 있다. ‘나’는 적어도 인생의 끝판에나마 자신의 허무를 극복하려 하는 자기에게는 모든 것에 대한 ‘무관심’ 밖에 없고, ‘일반 이념’이 결여되어 있음을 안다. 카차의 “이따위로는 살 수가 없잖아요! 어쩌면 좋지요?”라는 필사적인 물음에 ‘나’는 답변을 못하고 망연히 서 있다.
이 작품이 나왔을 당시, 체호프의 명성은 점차 확립되어 가고 있었다. 그러나 노력가인 체호프는 명성을 신용하고 있지 않았다. 그는 경박한 명성의 함정을 앞질러 가서 그때까지 외적인 자기에게 겨누어졌던 비판과 회의의 눈을 자기의 내부로 돌리려고 하였다. 그러나 체호프는 이 작품에 있어 준엄한 자기 검증에 견뎌 낼 수 있는 것을 제시하지 못한다. 이것은 작자가 새로운 혼란의 요인에 불과한 모든 기성의 해답에 만족하지 못했기 때문이기도 하다. 1890년 체호프를 사할린에로의 여행으로 몰아넣게 한 것은 이 궁지를 탈출하여 카차에의 회답을 모색하려는 집념이었다.